# San Vendemiano
San Vendemiano ist eine nordostitalienische Gemeinde (comune) mit 9853 Einwohnern (Stand 31. Dezember 2023) in der Provinz Treviso in Venetien. Die Gemeinde liegt etwa 26 Kilometer nordnordöstlich von Treviso.

## Geschichte
Vermutlich handelt es sich bei San Vendemiano um eine ursprünglich langobardische Siedlung, die 774 unter die Herrschaft der Franken gerät und von diesen als Lehen an den Fürstbischof von Ceneda gegeben wird. 

## Persönlichkeiten
- Alessandro Del Piero (* 1974), Fußballspieler, in San Vendemiano im Ortsteil Saccon aufgewachsen
- Carlo Tonon (1955–1996), Radrennfahrer

## Gemeindepartnerschaft
San Vendemiano unterhält eine Partnerschaft mit der slowenischen Gemeinde Nova Gorica in der Region Goriška.